# Helm der Sikh
Der Helm der Sikh ist eine Schutzwaffe aus Indien. Er bietet Platz für die traditionelle Haartracht der Sikh.

## Beschreibung

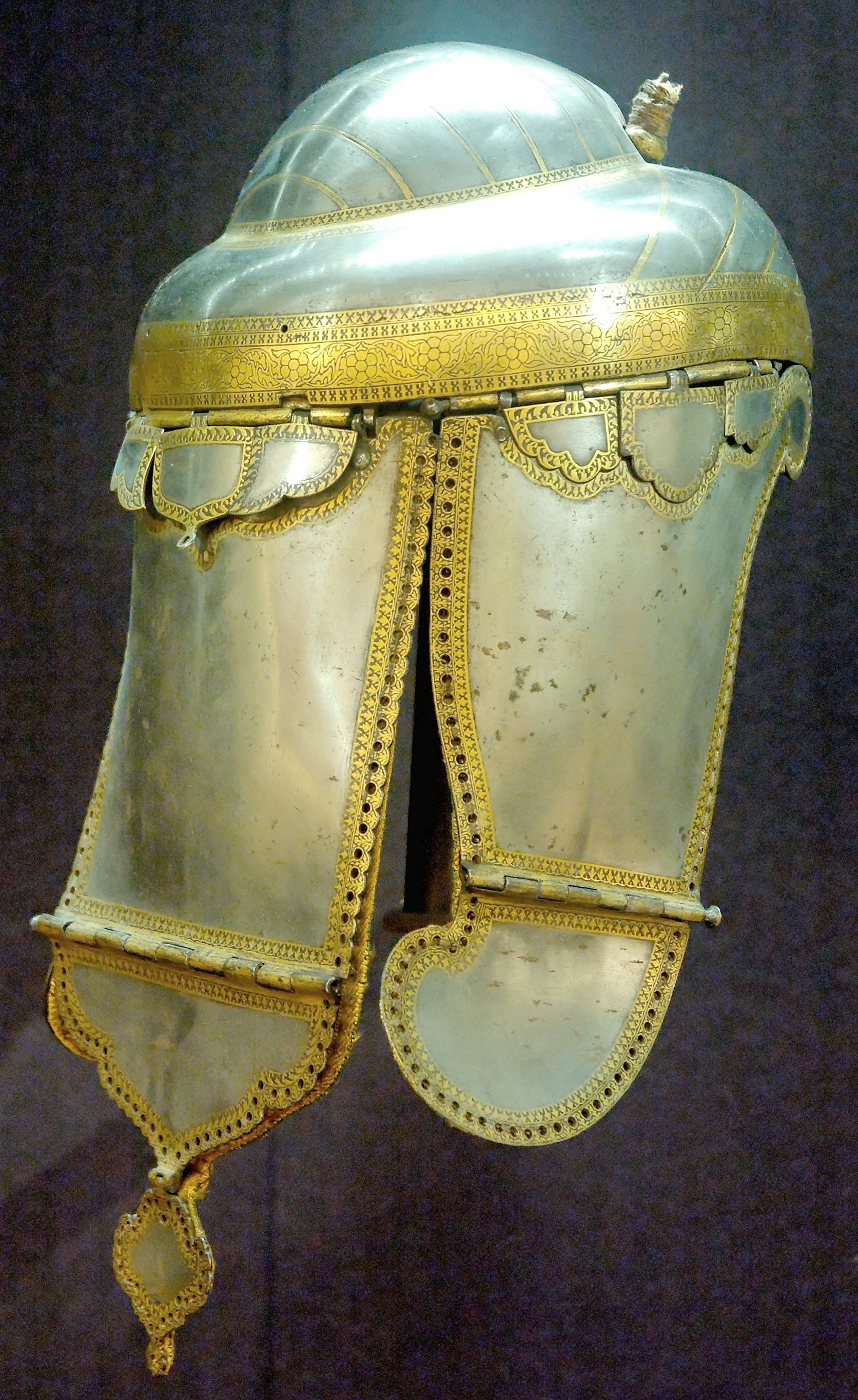
Helm mit Wangenklappen

Der Helm besteht aus Stahl. Er ist schalenförmig getrieben und leicht oval. Der obere Teil des Helmes ist zu einer Aufwölbung getrieben, um dem in dieser Zeit traditionell lang getragenen Haar des Helmträgers mehr Raum unter dem Helm zu geben. Durch die Auftreibung hat er eine gewisse Ähnlichkeit mit einem Phrygischen Helm.
Wie bei vielen indischen Helmen (Top) ist am unteren Rand ist ein Vorhang aus Kettengeflecht angebracht, der bis auf die Schultern reicht und zum Schutz des Nackens und des Halses dient. An manchen Versionen ist zusätzlich ein weiteres Kettengeflecht angebracht, das vorne über das Gesicht reicht. Es gibt Versionen dieses Helmes, die statt eines Kettenpanzers Wangenklappen und einen Nackenschutz aus Plattenpanzerung besitzen. Oft ist eine Verzierung aus stellenweise aufgebrachter Vergoldung oder Versilberung oder in Tausiatechnik auf dem Helm vorhanden.